# Callaspidia rubricrus
Callaspidia rubricrus is een vliesvleugelig insect uit de familie van de Figitidae. De wetenschappelijke naam van de soort is voor het eerst geldig gepubliceerd in 1924 door Dettmer.